# Préverenges
Préverenges är en ort och kommun vid Genèvesjön i distriktet Morges i kantonen Vaud, Schweiz. Kommunen har 5 215 invånare (2023).